# گای برجس
گای فرانسیس دِ مونسی بُرجِس (به انگلیسی: Guy Burgess) (۱۶ آوریل ۱۹۱۱ – ۳۰ اوت ۱۹۶۳) دیپلمات اهل بریتانیا و جاسوس اتحاد جماهیر شوروی سوسیالیستی بود. برجس عضو حلقه پنج نفر کمبریج بود که از اواسط دهه ۱۹۳۰ تا اوایل جنگ سرد فعال بودند. فرار او و دونالد مک‌لین به شوروی در سال ۱۹۵۱ ضربه‌ای جدی به همکاری اطلاعاتی مابین بریتانیا و ایالات متحده آمریکا وارد کرد.
برجس در یک خانواده متمول طبقه متوسط به دنیا آمده و در کالج ایتن، کالج نیروی دریایی سلطنتی و کالج ترینیتی (کمبریج) تحصیل کرده بود. او در کمبریج به نظریات سیاسی چپ علاقه‌مند شده و به حزب کمونیست بریتانیا پیوست. اگرچه در ویکی‌پدیای انگلیسی نوشته شده که برجس در سال ۱۹۳۵ توسط کیم فیلبی به استخدام سیستم امنیتی شوروی درآمد، اما این جمله مستند نیست؛ ممکن است هر دو همزمان به استخدام سازمان امنیت شوروی درآمده باشند و حتی در سریال جاسوسان کمبریج به گونه ای نشان داده می‌شود که برجس پیش از فیلبی استخدام شد. البته قطعاً فیلبی فردی بود که دونالد مک لین را به استخدام سازمان امنیت شوروی درآورد. برجس پس از فارغ‌التحصیلی از کمبریج، مدتی به عنوان تهیه‌کننده در بی‌بی‌سی مشغول به کار شد، مدت کوتاهی کارمند تمام وقت سرویس اطلاعات مخفی بود و در سال ۱۹۴۴ به استخدام وزارت امور خارجه بریتانیا درآمد.
در وزارت امور خارجه برجس منشی هکتور مک‌نیل معاون وزیر امور خارجه و مشترک‌المنافع ارنست بوین بود و به این ترتیب دسترسی دست اولی به اطلاعات محرمانه سیاست خارجی بریتانیا به دست آورد. در سال ۱۹۵۰ برجس به سمت دبیر دوم سفارت بریتانیا در آمریکا منصوب شد. مدتی بعد به دلیل رفتار نامناسب از این پست خلع و به بریتانیا بازگردانده شد. با وجود آن‌که تا آن زمان مظنون به همکاری با شوروی نبود، در ماه مه سال ۱۹۵۱ به مسکو فرار کرد.
تا سال ۱۹۵۶ در غرب اطلاعی از محل زندگی او وجود نداشت. در این سال به همراه دونالد مک‌لین در یک کنفرانس خبری در مسکو ظاهر شد و ادعا کرد انگیزه او از جاسوسی، کمک به روابط شوروی و غرب بوده. او هیچ‌وفت از رفتار خود ابراز ندامت نکرد و تا آخر عمر در شوروی ساکن بود. برجس در سال ۱۹۶۳ درگذشت.